# Langen (Hessen)

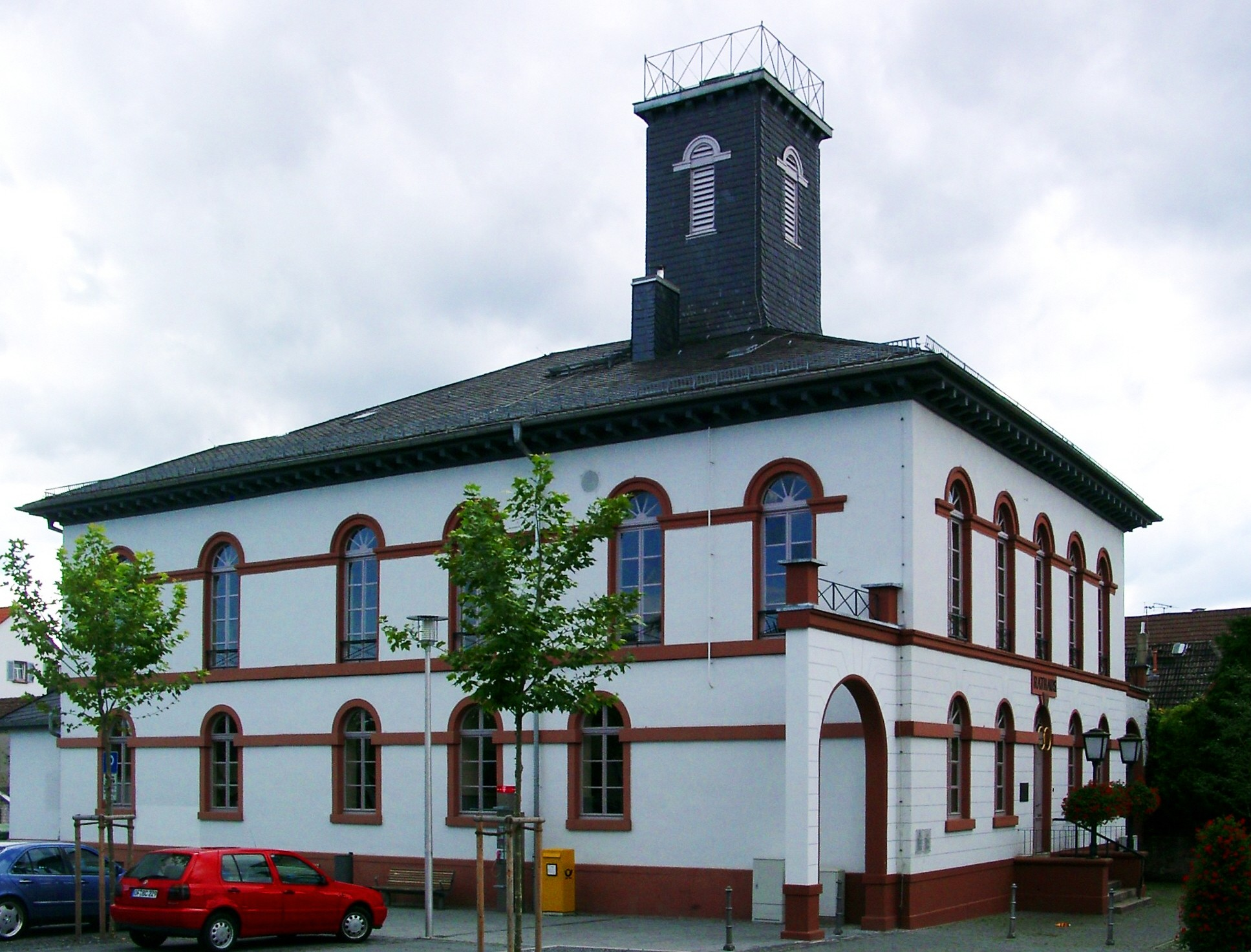
Primăria

Langen (Hessen) este o comună din landul Hessa, Germania.